# جوع (فلم 2009)
جوع (بالإنجليزية: Hunger) هو فيلم رعب تم إنتاجه في الولايات المتحدة وصدر سنة 2009 بطولة ليندن آشبي ولوري هورينغ وجو إيجندر.

## القصة
يتم خطف 5 أشخاص ووضعهم في غرفة صغيرة تحت الأرض ويكتشفون أن الخاطف يريدهم أن يأكلوا بعضهم.

## الميزانية والإيرادات
كلف الفيلم 625,000 دولار وحقق أرباح تقدر بـ 4.5 مليون دولار.

## وصلات خارجية
مقالات تستعمل روابط فنية بلا صلة مع ويكي بيانات